# Rikke Marslev
Rikke Marslev es una deportista danesa que compitió en tiro con arco, en la modalidad de arco compuesto. Ganó una medalla de bronce en el Campeonato Mundial de Tiro con Arco al Aire Libre de 2005, en la prueba por equipo.

## Palmarés internacional
| Campeonato Mundial al Aire Libre | Campeonato Mundial al Aire Libre | Campeonato Mundial al Aire Libre | Campeonato Mundial al Aire Libre |
| Año                              | Lugar                            | Medalla                          | Prueba                           |
| -------------------------------- | -------------------------------- | -------------------------------- | -------------------------------- |
| 2005                             | Madrid (España)                  | Medalla de bronce                | Equipo                           |